# Setge d'Avinyó (1398-1403)
El Setge d'Avinyó de 1398 a 1403 fou un dels combats del Cisma d'Occident.

## Antecedents
Entre 1305 i 1377 els papes residiren no pas a Roma, sinó a Avinyó. Durant el segle xiv, el Papat d'Avinyó fou vist per molts com una anomalia, ja que la seu històrica del Papa era Roma. Aquesta crisi va resoldre's quan, el 13 de setembre de 1376, Gregori XI deixà Avinyó per establir-se a Roma, on hi arribà el 14 de gener de 1377; ara bé, un any i escaig després, el 27 de març de 1378, Gregori XI va morir i es va haver de reunir el Conclave per elegir un nou papa.
El conclave es reuní el 7 d'abril i, l'endemà mateix, proclamà l'elecció com a nou papa de l'arquebisbe de Bari Bartolomeo Prignano com a Urbà VI, el candidat de consens elegit entre les tres faccions rivals del conclave. Els cardenals contraris a Urbà VI, que anaven difonent la idea que l'elecció de Prignano com a papa havia estat il·legítima, acabaren reunint-se a Fondi, i el 20 de setembre de 1378 fou elegit papa el cardenal Robert de Ginebra com a Climent VII
La mort d'Urbà VI en 1389 no significà pas la fi del Cisma, perquè a Roma fou elegit papa Bonifaci IX, succeït després per Innocenci VII i per Gregori XII; al seu torn, quan, a Avinyó, va morir Climent VII en 1394, fou proclamat papa el cardenal aragonès Pedro de Luna com a Benet XIII.
El 1393, la Universitat de París va proposar la convocatòria d'un concili general com a únic mitjà per posar fi al Cisma. Aviat, començaren les pressions polítiques per intentar forçar els papes rivals a acceptar l'abdicació conjunta i el concili. Quan l'obstinació de Benet XIII a refusar la Via cessionis es feu evident, la Universitat de París va radicalitzar el seu posicionament contra el papa d'Avinyó. Després d'un nou concili de l'Església de França el 1398, que es manifestà contrari a Benet XIII i que posà l'Església a França sota control del poder reial, el rei de França retirà l'obediència al papa.

## El setge
Un exèrcit francès comandat per Geoffrey Boucicaut assetjà Avinyó. Després d'atacar les costes africanes, l'expedició aragonesa que havia iniciat la Croada de Tedelis es va dirigir a continuació a Avinyó per mirar d'alliberar Benet XIII del setge al seu palau. La flota de 10 galeres i 4 galiotes de Joan Gascó no pogué remuntar el Roine pel poc cabal que duia el riu, però aconseguí que es concedís una treva de tres mesos als assetjats.
Com que el rebuig francès a Benet XIII anava acompanyat d'un fort gal·licanisme eclesiàstic, el cop militar contra Avinyó resultà contraproduent, perquè el condemnaren fins i tot alguns opositors a Benet XIII, qui, el 1403, fugí a Provença.

## Conseqüències
El 28 de maig de 1403, un concili de bisbes francesos restablí l'obediència a Benet XIII; tot i així, la Universitat de París continuava sent-li hostil.
Vers 1408, la majoria de la Cristiandat s'havia posicionat per la Via conventionis. Un grup de cardenals de Roma i un altre d'Avinyó es reuniren a Livorno (Itàlia) i, al final, acabaren convocant un Concili a Pisa a el 25 de març de 1409, i majoritàriament, teòlegs i juristes, eren conscients que el que havien de fer era destituir els dos papes rivals i elegir-ne un de nou. El 5 de juny de 1409, el Concili excomunicà Gregori XII i Benet XIII, els quals havien rebutjat obeir l'ordre de comparèixer davant del concili, i el 26 de juny, elegiren papa Pere Philarghi, cardenal arquebisbe de Milà com a Alexandre V el qual, a la seva mort en 1410, fou succeït pel governador de Bolonya, sospitós d'haver-lo enverinat, Baldassare Cossa com a Joan XXIII.
Com que els concilis paral·lels convocats per Gregori XII a Aquilea i per Benet XIII a Perpinyà no aconseguiren pas eclipsar el Concili de Pisa, semblava que amb l'elecció d'Alexandre V ja s'havia resolt el cisma, sobretot després que el seu successor, Joan XXIII, aconseguís establir-se a Roma. Ara bé, si els papes de Pisa aconseguiren el suport de la majoria de l'Església: França, Anglaterra, Portugal, Bohèmia, Prússia, alguns països alemanys i d'Itàlia i del comtat de Venaissin, el cas és que Nàpols, Polònia, Baviera i una part d'Alemanya es mantingueren fidels a Gregori XII mentre que Aragó, Castella i Escòcia continuaren reconeixent Benet XIII. Per tant, s'havia passat de dos papes rivals a tres.